# Jonny spielt auf
Jonny spielt auf (título original en alemán; en español, Jonny empieza a tocar) es una ópera en dos partes y 11 escenas con música y libreto de Ernst Krenek que fue estrenada en Leipzig por Gustav Brecher. La obra tipifica la libertad cultural de la "época dorada" de la República de Weimar, y se estrenó en el Stadttheater de Leipzig el 10 de febrero de 1927. 
La obra fue traducida a 18 idiomas. La versión francesa se estrenó el 21 de junio de 1928 por Désiré-Émile Inghelbrecht con Hugues Cuénod en el Teatro de los Campos Elíseos. En las estadísticas de Operabase aparece con sólo dos representaciones en el período 2005-2010.

## Argumento
Anita la cantante está enamorada de Max el compositor pero también ama a Daniello, un violinista virtuoso y poseedor de un maravilloso instrumento. Fascinado por el violín de Daniello, Jonny le roba el instrumento.